# Nada (película)
Nada es una película española de 1947, dirigida por Edgar Neville. Está basada en la novela Nada, de Carmen Laforet, que ganó el Premio Nadal en 1945. La censura franquista recomendó toda una batería de cortes que CIFESA, empresa distribuidora de la película se apresuró a cumplimentar recortando 34 minutos (de los 110 minutos originales) hasta dejarlos en 76 minutos, con lo que la actuación de actores como Félix Navarro, María Bru y Rafael Bardem desapareció del metraje. La mayoría de las escenas de exteriores rodadas en Barcelona se eliminaron.

## Sinopsis
Desde que Andrea ingresó en la universidad, tras quedarse huérfana, y tuvo que alojarse en casa de su abuela, su vida se complicó sobremanera. En esa casa todo son rencillas familiares y sus parientes le harán la vida imposible. Su fuerte carácter le ayudará a superar las disputas familiares en un entorno hostil.

## Reparto
- Conchita Montes	 ... 	Andrea
- Fosco Giachetti	... 	Román
- Tomás Blanco	 ... 	Juan
- Mary Delgado	... 	Gloria
- María Cañete	... 	Angustias
- Julia Caba Alba	... 	Antonia
- María Denis ... 	Ena
- Adriano Rimoldi ... 	Jaime
- Juanita Mansó ... Sra. Brunet